# Two Gentlemen of the Road
Two Gentlemen of the Road è un cortometraggio muto del 1910. Il nome del regista non viene riportato nei credit del film interpretato da Harry Myers.

## Trama
Dentro a un magazzino, due ragazzini si divertono leggendo dei romanzi d'avventura. Per divertirsi, imitano le storie che stanno leggendo e nascondono in una nicchia nel muro un biglietto dove hanno descritto una sorta di mappa del tesoro. Il foglio viene trovato da due barboni che credono sia la nota di un ladro che ha nascosto il bottino di un furto e che si mettono subito a cercare il "tesoro". Le indicazioni li portano dentro a una palestra dove sono inseguiti sia dal custode che da un poliziotto. Alla fine vengono presi e portati in prigione. I due sono delusi e amareggiati perché credono ancora che se non fossero stati catturati avrebbero potuto mettere le mani sul loro "tesoro".

## Produzione
Il film fu prodotto dalla Lubin Manufacturing Company.

## Distribuzione
Distribuito dalla Lubin Manufacturing Company, il film - un cortometraggio in una bobina - uscì nelle sale cinematografiche statunitensi il 24 marzo 1910.